# Бобо (игрок в пляжный футбол)
Тиаго Оливейра Дос Сантос (порт. Tiago Oliveira dos Santos; род. 14 июня 1991, Тутоя, Мараньян) — бразильский игрок в пляжный футбол, вратарь. Выступает за сборную Бразилии. Участник двух чемпионатов мира по пляжному футболу.

## Биография
На клубном уровне играл за «Сампайо Корреа» в составе которого доходил до финала Кубка Нордесте 2018 и чемпионата Бразилии 2020, а также впоследствии завоёвывал данные титулы в 2023 и 2022 годах соответственно. Выступая за «Жувентус» стал чемпионом штата Катариненсе 2020 года.
За рубежом отметился появлением в составе португальского клуба «Буаркос 2017» на Кубке европейских чемпионов 2021 года.
Первым крупным турниром Бобо в футболке сборной Бразилии по пляжному футболу стал чемпионат мира 2021 года в России. Участник мундиаля 2024 года в ОАЭ.
По состоянию на февраль 2024 года провёл за сборную Бразилии 38 матчей и забил 5 голов.

## Достижения
Сборная Бразилии
- Обладатель Кубка Мараньяна: 2024
- Обладатель Кубка Неома: 2022, 2023
- Победитель Мундиалито: 2023
- Победитель Южноамериканских пляжных игр: 2023
- Обладатель Кубка Америки: 2023
- Финалист Межконтинентального кубка: 2022

На клубном уровне
- Победитель Кубка Либертадорес: 2018 (с «Виторией»)